# Desmeocraera vicaria
Desmeocraera vicaria är en fjärilsart som beskrevs av Sergius G. Kiriakoff 1979. Desmeocraera vicaria ingår i släktet Desmeocraera och familjen tandspinnare. Inga underarter finns listade i Catalogue of Life.